# Cepphus
Cepphus é um gênero de aves marinhas na família dos alcídeos. São animais de tamanho médio com plumagem preta principalmente na época de reprodução, bicos escuros e finos, pernas e pés vermelhos. Duas espécies têm manchas brancas nas asas, o terceiro tem um "óculos" branco na face. Sua plumagem é muito mais pálida no inverno. Habitam costões e ilhas nas costas dos oceanos Atlântico Norte e do Pacífico. Eles costumam colocar seus ovos em locais rochosos perto da água.
Essas aves podem hibernar nas suas áreas de reprodução, movendo-se para águas abertas, se necessário, mas geralmente não muito longe.
Eles mergulham para se alimentar a partir da superfície, nadando debaixo d'água. Comem principalmente peixes e crustáceos, também alguns moluscos, insetos e material vegetal.

## Espécies
- Cepphus grylle (Linnaeus, 1758)
- Cepphus columba Pallas, 1811
- Cepphus carbo Pallas, 1811